# David Baddiel
David Lionel Baddiel (født 28. maj 1964) er en engelsk komiker, vært, manuskriptforfatter og forfatter, der har både britisk og amerikansk statsborgerskab. Han er kendt for sit arbejde sammen med Rob Newman i The Mary Whitehouse Experience og for sit partnerskab med Frank Skinner. Han ha rogså skrevet flere børnebøger; The Parent Agency, The Person Controller, AniMalcolm, Birthday Boy, Head Kid og The Taylor TurboChaser.